# Damaeolus bregetovae
Damaeolus bregetovae är en kvalsterart som beskrevs av Csiszár 1962. Damaeolus bregetovae ingår i släktet Damaeolus och familjen Damaeolidae. Inga underarter finns listade i Catalogue of Life.